# Estranyesa (física)
En física de partícules, l'estranyesa ("S") és una propietat (nombre quàntic) que indica el nombre net d'antiquarks estranys que conté la partícula. És útil per a descriure la desintegració d'una partícula mitjançant la interacció forta i electromagnètica, les quals tenen lloc en un període curt de temps, car ambdues interaccions conserven aquest nombre quàntic. L'estranyesa d'una partícula és definida com:
{\displaystyle S=-(n_{s}-n_{\bar {s}})}
en què ns representa el nombre de quarks estranys (s) i {\displaystyle n_{\bar {s}}} el nombre d'antiquarks estranys (s). L'estranyesa de les partícules (antipartícules) és −1 (+1), tot seguint la convenció que els nombres quàntics de sabor dels quarks tenen el mateix signe que la seva càrrega elèctrica (Q = −1/3, en aquest cas per al quark s). D'aquesta manera, el signe de qualsevol sabor portat per un mesó carregat és el mateix que la seva càrrega elèctrica.

## Conservació
Els termes estrany i estranyesa són anteriors a la descoberta dels quarks, i foren introduïts per Murray Gell-Mann i Kazuhiko Nishijima per explicar el fet que alguns hadrons, com els kaons i certs hiperons creats fàcilment en col·lisions de partícules, es desintegraven en temps molt més llargs que els esperats donades les seves grans masses i seccions eficaces de producció. Com que les col·lisions semblaven produir sempre parelles d'aquestes partícules, van postular que existia una nova quantitat conservada batejada "estranyesa", que era conservada en el procés de creació, però no en el procés de desintegració.
En la nostra comprensió moderna, l'estranyesa és conservada per les interaccions fortes i electromagnètiques, però no per les interaccions febles. Consegüentment, les partícules més lleugeres que contenen un quark estrany no poden decaure per interacció forta, i s'han de desintegrar per mitjà de la interacció feble que és més lenta (car implica l'emissió d'un bosó W pesant que "costa" de produir virtualment). En la majoria de casos aquests decaïments canvien el valor de l'estranyesa d'una unitat. Tanmateix, això no necessàriament succeeix en interaccions febles d'ordre superior, en què hi ha barreges de mesons {\displaystyle K^{0}-{\bar {K}}^{0}}. En general, la quantitat d'estranyesa en una interacció feble pot canviar d'un valor +1, 0 o -1 (depenent de la reacció).